# Šums'k
Šums'k (in ucraino Шумськ?) è una città dell'Ucraina (5300 abitanti) situata nel distretto di Kremenec', nell'oblast' di Ternopil'. Ospita l'amministrazione della comunità territoriale di Šums'k, una delle comunità territoriali dell'Ucraina.
Fino al 18 luglio 2020 Šums'k era il centro amministrativo del distretto di Šums'k, abolito come parte della riforma amministrativa dell'Ucraina, che ha ridotto a tre il numero dei distretti dell'oblast' di Ternopil'. L'area del distretto di Šums'ki è stata trasferita al distretto di Kremenec'.